# 경산 환성사 심검당
경산 환성사 심검당(慶山 環城寺 尋劍堂)은 대한민국 경상북도 경산시 하양읍 사기리 환성사에 있는, 조선시대의 건축물이다. 1975년 12월 30일 경상북도의 유형문화재 제84호로 지정되었다.

## 개요
팔공산 기슭에 있는 환성사는 신라 흥덕왕 10년(835)에 심지왕사가 지은 절이다. 심검당은 대웅전 옆에 있는 강당으로, 처음 지은 연대는 확실하지 않으나 조선 초기에 지어진 것으로 보인다. 지금의 건물은 1976년에 해체하여 수리한 것이다.
앞면 3칸·옆면 3칸의 규모로, 사람 인(人)자 모양의 단순한 맞배지붕집이다. 앞쪽에는 겹처마이고 뒤쪽은 홑처마의 구조로 조선 초기·중기에 많이 지어진 양식이다. 지붕 처마를 받치면서 장식을 겸하는 공포는 기둥 위에만 있는 간결한 주심포 양식이다. 순조 24년(1824)에 쓴 현판이 걸려 있다.

## 참고 문헌
- 환성사심검당 - 국가유산청 국가유산포털